# 沈巍
沈巍（1967年—），上海人，2019年3月在中文网络爆红，被称为“流浪大师”。

## 经历
生于1967年，1986年审计专业毕业，进入上海徐汇区审计局工作，1993年病退，领病假工资。此后一直在捡垃圾。接受采访时表示“没有垃圾之说，只是它们被放错了地方。”“我不喜欢捡垃圾，我希望路上一点垃圾都没有，我倡导的是不浪费的行为。”

## 评论
- Afra Wang：人们“厌恶复杂、世故而阶级分明的都市社会，想要回归单纯，拥抱真实。自然而然，沈巍瞬间成为了这种追求的代言人。”[2]